# La Pallissa (Tavertet)
La Pallissa és una casa de Tavertet (Osona) inclosa a l'Inventari del Patrimoni Arquitectònic de Catalunya.

## Descripció
Casa de carrer annexionada a Can Mateu per la part de llevant, la de ponent és aïllada. És coberta a dues vessants amb el carener paral·lel a la façana la qual es troba orientada a migdia. Consta de planta baixa i primer pis. A la planta baixa hi ha un gran portal rectangular a la part dreta i un ampli finestral d'arc rebaixat a l'esquerra amb la llinda amb la data "1787". A nivell del primer pis, dues finestres amb l'ampit motllurat. A ponent s'hi obre una finestra.

## Història
Aquesta casa com moltes de Tavertet és fruit de l'època d'expansió demogràfica i de l'afany constructiu que dominà la pagesia catalana durant els segles XVII i XVIII, fet que en el cas de Tavertet queda palès amb l'ampliació de l'església romànica durant aquesta època.